# Cerco de Halicarnasso
O Cerco de Halicarnasso foi travado entre Alexandre o Grande e o Império Persa Aquemênida em 334 a.C. Alexandre, que não possuía uma marinha, era continuamente ameaçado pela marinha persa. Eventualmente, a frota persa navegou para Halicarnasso, a fim de estabelecer uma nova defesa. Ada de Caria, a ex-rainha de Halicarnasso, foi expulsa de seu trono por seu irmão mais novo, Pixodarus de Caria. Quando Pixodarus morreu, o rei persa Dario nomeou Orontobates sátrapa de Caria, que incluía Halicarnasso em sua jurisdição. Com a chegada de Alexandre em 334 a.C, Ada, que possuía a fortaleza de Alinda, entregou-lhe a fortaleza.